# Viladot
|  | Aquest article tracta sobre la masia d'Olius. Vegeu-ne altres significats a «Guillem Viladot». |

Viladot és una masia del municipi d'Olius (Solsonès) inclosa en l'Inventari del Patrimoni Arquitectònic de Catalunya.

## Descripció
És una masia de planta rectangular orientada de nord a sud, amb teulada a doble vessant. La façana principal és a la cara est, amb porta d'arc de mig punt adovellada. Damunt de la porta hi ha un gran finestral amb decoracions gòtiques. En la planta baixa hi ha el celler, amb sòl de pedra i volta de canó. A l'esquerra de l'entrada la premsa de vi, amb data del 1805. A la paret est hi ha una petita capella dedicada a sant Candi que està adossada amb escala exterior que comunica amb la casa. Al voltant de la casa hi ha coberts construïts al segle xviii, alguna llinda de les portes porta la data de 1766. La construcció és amb parament de carreus irregulars, no en filades.

## Història
La masia de Viladot és l'antiga Vila de "Atone" o també de "Ottone", d'època medieval.
L'any 1258, Bernat Puig de Ponç anà a la casa Viladot junt amb el batlle Pere de Trevics i tots els homes de la batllia a fer el capbreu de l'any corresponent.
L'any 1751, Francesc Carles Viladot fou admès com a estudiant de Teologia en el Col·legi de Solsona.